# Calaveriet
Calaveriet (goudtelluride), is een weinig voorkomend telluride van goud. Het is een metaalachtig mineraal. Het werd voor het eerst ontdekt in Calaveras County, Californië in 1861 (wat tevens de naam verklaart). De formule is AuTe2. De kleur van het mineraal varieert van zilverwit tot geel. Het is nauw verwant met het goud-zilvertelluride sylvaniet. Een ander mineraal dat AuTe2 bevat is krenneriet.
Calaveriet heeft monokliene kristallen, zonder splijtingsvlakken. Het heeft een soortelijk gewicht van 9,35 en een hardheid van 2,5.
Calaveriet kan opgelost worden in geconcentreerd zwavelzuur. In warm zwavelzuur lost het mineraal op, waarbij een sponsachtige massa goud in een rode telluuroplossing overblijft.
Calaveriet komt onder andere voor in Cripple Creek, Colorado; Calaveras County, Californië; Nagyag, Roemenië; Kirkland Lake Gold District, Ontario; Rouyn District, Quebec; en Kalgoorlie, Australië.